# Paweł Giżycki (biskup)
Paweł Giżycki (ur. najprawdopodobniej ok. 1400, zm. 27 lub 28 stycznia 1463 w Pułtusku) – biskup płocki, scholastyk krakowski i płocki, kanonik gnieźnieńskiej kapituły katedralnej od 1427 roku, kanonik krakowski i płocki.

## Życiorys
Był synem Więcława (Wacława) – sędziego ziemskiego sochaczewskiego, dziedzica wsi Giżyce, i Elżbiety. Bracia Wincenty, marszałek książąt mazowieckich, i Zygmunt, kanonik płocki.
Studiował w Pradze, w 1419 został bakałarzem nauk wyzwolonych. Zgromadził wiele godności kościelnych – był kanonikiem płockim, krakowskim, gnieźnieńskim i poznańskim. Pełnił także urząd pisarza ziemskiego krakowskiego. 29 maja 1439 został wybrany przez kapitułę na biskupa płockiego (jako następca Stanisława z Pawłowic). 21 sierpnia 1439 otrzymał potwierdzenie papieskie, a 27 grudnia przyjął sakrę biskupią. Jako elekt płocki sprzedał dziesięciny w Piekczynie Marcinowi Strusiowi.
Dokonał podziału archidiakonatu płockiego na: płocki i pułtuski. W 1444 r. razem z biskupem włocławskim Władysławem ustalił granice obu diecezji w tzw. miejscach spornych.
Po śmierci Władysława Warneńczyka zalecał na króla jednego z książąt mazowieckich (rok 1446). Po śmierci Bolesława IV i Władysława I został regentem w księstwie płockim w imieniu małoletnich książąt Siemowita i Władysława. Księżna Katarzyna za jego zasługi w czasie regencji, potwierdziła dawne przywileje kościoła płockiego i nadała nowe. Sprzeciwiał się wcieleniu Mazowsza do Korony.
Zdecydowany przeciwnik husytów. Fundator kolegiaty w Pułtusku (1449) gdzie po śmierci został pochowany.
Na płockiej stolicy biskupiej zastąpił go Ścibor z Gościeńczyc.